# Melitaea microignasita
Melitaea microignasita är en fjärilsart som beskrevs av Ruggero Verity 1950. Melitaea microignasita ingår i släktet Melitaea och familjen praktfjärilar. Inga underarter finns listade i Catalogue of Life.